# Juan Velázquez de León
Pour les articles homonymes, voir Velázquez.
Juan Velázquez de León, né à Cuéllar (Espagne) et mort à Mexico-Tenochtitlan le 30 juin 1520, est un conquistador espagnol.